# Gopal Singh Nepali
Œuvres principales
Umang (1933)
Gopal Singh Nepali né le 11 août 1911 à Bettiah, au Bihar, en Inde et décédé le 17 avril 1963 était un poète indien de la littérature hindi et un parolier de Bollywood. Son association avec Bollywood s'est étendue sur une vingtaine d'années, de 1944 jusqu'à sa mort en 1963,. Nepali ji, qui s'est fait une identité distincte en tant qu'auteur-compositeur-interprète de films, a écrit environ 300 chansons dans 54 films. 
Poète de l'après-Chhayavaad (en), il a écrit plusieurs recueils de poèmes hindis dont « Umang », publié en 1933. Il a également été journaliste et a travaillé pour au moins quatre magazines hindi, à savoir le Ratlam Times, Chitrapat, Sudha, et Yogi.
Pendant la guerre sino-indienne de 1962, il a écrit de nombreux chants et poèmes patriotiques dont Savan et Kalpana. Il est mort en 1963 dans la plate-forme Bhagalpur no 2. Il est également connu pour son travail « The Newars : An Ethno-Sociological Study of a Himalayan Community », en 1965, publié dans un livre tiré de sa thèse de doctorat.